# کارآگاهان دبیرستان دخترانه
کارآگاهان دبیرستان دخترانه (انگلیسی: Schoolgirl Detectives; کره‌ای: 선암여고 탐정단) یک مجموعهٔ تلویزیونی کره جنوبی بر پایهٔ رمانی با همین نام از پارک ها-ایک است. جین جی-هی، لی هه‌ری، استفانی لی و کیم مین-جون در آن بازی کردند. این مجموعه از ۱۶ دسامبر ۲۰۱۴ تا ۱۷ مارس ۲۰۱۵ از جی‌تی‌بی‌سی برای ۱۴ قسمت پخش شد. در این مجموعه اولین بوسه لزبین در تاریخ تلویزیون کره جنوبی اتفاق افتاد.

## بازیگران

### اصلی
- جین جی-هی در نقش آن چهیول
- لی هه‌ری در نقش لی یه هی[۸]
- استفانی لی در نقش چوی سونگ یون
- کیم مین-جون در نقش‌ها یون جون[۹]